# Главные императорские конюшни
Главные императорские конюшни (Конюшенное ведомство) — исторический архитектурный ансамбль в Санкт-Петербурге, занимающий квартал между рекой Мойкой, Конюшенной площадью и каналом Грибоедова. Комплекс зданий был построен в 1720—1723 годах архитектором Николаем Гербелем по указу императора Петра I. Спустя почти сто лет, в 1817—1823 годах, ансамбль реконструировал Василий Стасов. На протяжении XIX века работами по реставрации и модернизации комплекса в разное время руководили архитекторы Михаил Земцов, Антонио Ринальди, Пётр Садовников. После революции здания конюшен отдали конной милиции, затем — гаражу НКВД. С 2001 года ансамбль имеет статус объекта культурного наследия федерального значения.
С начала 2000 годов правительство Петербурга ищет инвестора, чтобы на условиях концессии отреставрировать Конюшенное ведомство и приспособить его к современному использованию. Корпуса приходят в аварийное состояние, из-за плывучих грунтов деформация стен достигает 2 мм в год. По опасению экспертов, промедление с реставрацией может привести к необратимому разрушению исторических зданий. В 2014—2015 годах без общественных слушаний права на памятник были переданы городом коммерческому девелоперу, который собирался перестроить корпуса и сделать в них апарт-отель, однако из-за протеста градозащитников проект отменили. С 2015 года объявляются разные варианты: от открытия в Конюшенном ведомстве музейного центра до комплекса с общепитом. Ещё в 2017 губернатор Петербурга Александр Беглов обещал «до конца года принять решение» о будущем памятника, однако по состоянию на май 2021 года инвестор не определён. Затраты из бюджета на консервацию зданий и срочные противоаварийные работы достигли к 2021 году 4 млрд рублей.

## История

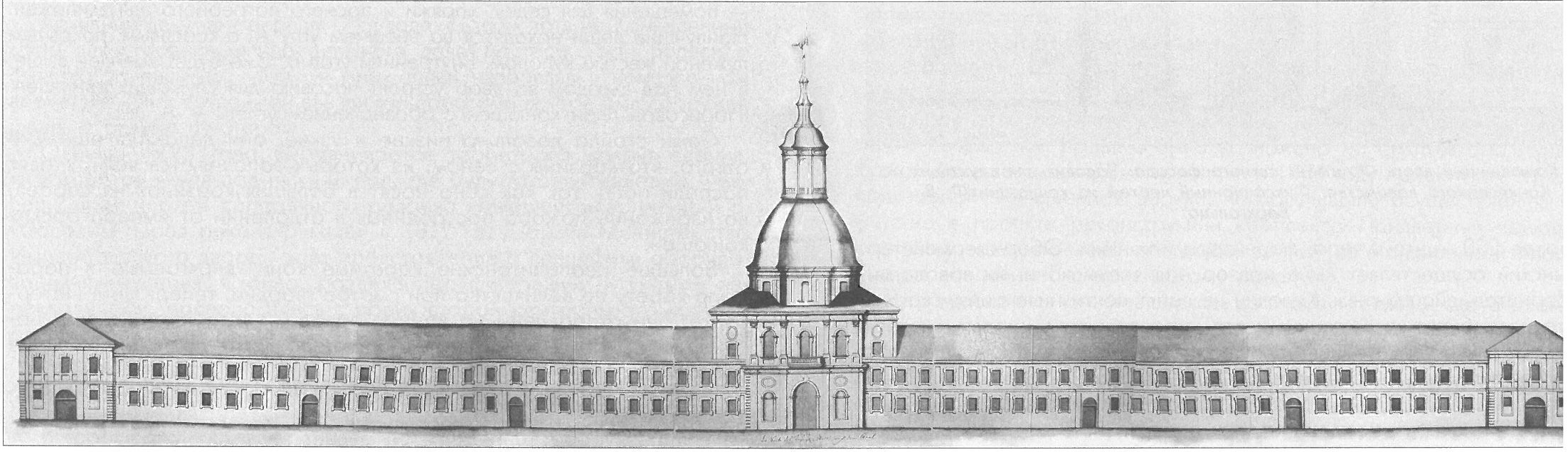
Северный главный фасад. Арх. Н. Ф. Гербель. Фиксационный чертёж из коллекции Ф. В. Берхгольца. 1740-е гг, НМС.

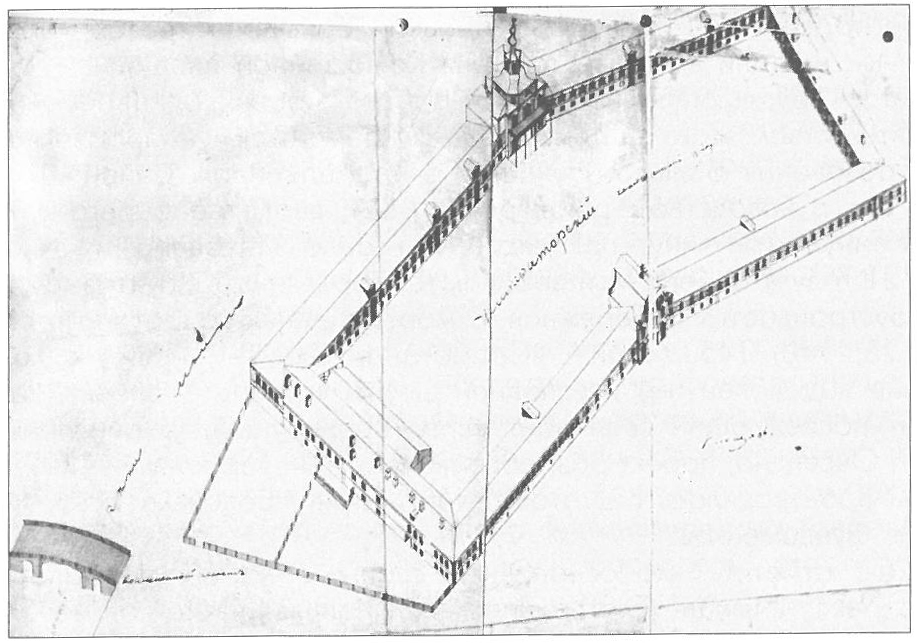
Конюшенное ведомство на аксонометрическом плане Сент-Илера. 1765—1773 гг. РГА ВМФ

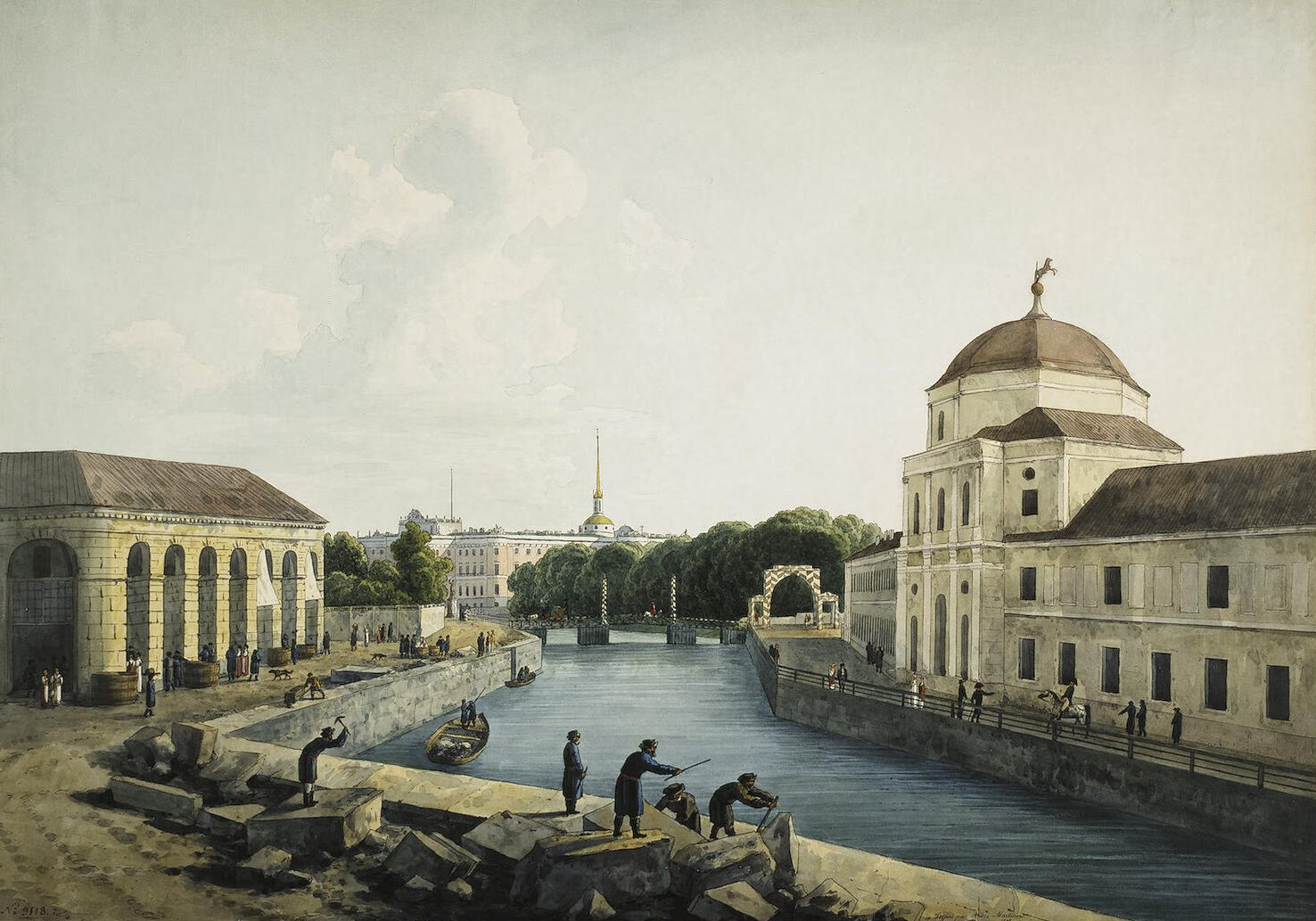
Картина «Вид реки Мойки со стороны Императорских конюшен», Андрей Мартынов, 1809

### Строительство
Предположительно, прообразом для Главных императорских конюшен в Петербурге послужили Версальские королевские конюшни, которые Пётр I видел во время визита во Францию в 1717—1719 годах. Построить в молодой столице России их аналог Пётр I поручил Николаю Гербелю. Однако творение Гербеля радикально отличается от версальского образца. Зодчий поставил первоочередной задачей органично вписать здание в ландшафт. Повторяя изгиб реки Мойки, императорские конюшни получили необычную шестиугольную форму. Два протяжённых двухэтажных корпуса соединялись под тупым углом, а с двух сторон замыкались более короткими корпусами, вместе по периметру окружая просторный внутренний двор. На углах располагались павильоны с въездными воротами. В более позднем описании комплекса уточнялось, что здание имело 112 колонн «с базами и капителями из путиловской плиты». Из-за болотистой почвы потребовались масштабные подготовительные работы: для осушения грунтов между Мойкой и Фонтанкой прорыли канал, а на месте корпусов конюшен забили шпунтовые сваи. При этом для функционального использования место было выбрано удачно: близость проточной воды позволяла поить и купать коней, поддерживать чистоту внутри здания. Комплекс Императорских конюшен имел 150 стойл на первом этаже, в которых содержалось до 300 лошадей, а на втором этаже находились конторы и склады.
Гербель оформил фасады в стиле «петровского» барокко, со сдержанным декором, который призван был не отвлекать зрителя от сложного силуэта здания. Северный, выходящий на Мойку, фасад украшал увенчанный высоким куполом павильон со шпилем, на вершине которого установили железный флюгер в виде вставшего на дыбы коня. Центр южной стороны также получил небольшой павильон и шпиль с крестом. На момент постройки Императорские конюшни выступали архитектурной доминантой местности, имея островное положение и круговой обзор. Северный купол и шпиль комплекса создал инженер Харман фон Болос, который вместе с Гербелем работал над Исаакиевской церковью, Петропавловским собором и башней Адмиралтейства. Известно также, что в 1730-х конюшни достраивал зодчий Михаил Земцов, однако точный характер работ не установлен.
Центральный объём южного фасада заняла построенная позднее и освящённая к 1737 году деревянная надвратная церковь. Авторство проекта приписывают Михаилу Земцову или Доменико Трезини. В 1746 по указу императрицы Елизаветы Петровны деревянную церковь перестроили в камне. Композиционно она была близка к европейскому барокко: фасад в три оси подчёркивали колонны во всю высоту, увенчанные звонницей с треугольным фронтоном, к основному объёму здания её «приводили» криволинейные аттики. В 1750-х для церкви написал иконы художник М. Л. Колокольников.
В конце 1750-х Главные императорские конюшни реконструировал Антонио Ринальди. Он придал ансамблю монументальный и парадный вид, расширил церковь и центральные павильоны, оформил фасады в стиле классицизм с элементами позднего барокко.
К середине XVIII века относится также дальнейшая застройка для Придворной конюшенной конторы — к югу от Конюшенной площади был возведён Мастеровой двор (современный адрес — канал Грибоедова, д. 5) в форме каре. К концу столетия всю территорию между Екатерининским каналом, Чебоксарским и Шведским переулками и Большой Конюшенной улицей застроили различными служебными корпусами. В них размещались конторы, квартиры чиновников, экипажный музей и каретные сараи.

### Перестройка Стасова
К началу XIX века Главные конюшни значительно обветшали. Буря, вызвавшая разрушительное наводнение 1777 года, повредила купол и снесла шпиль на центральном павильоне северного фасада. В 1802 году разработать проект перестройки поручили архитектору Луиджи Руска. Он предложил соединить «старые конюшенные здания на Мойке» с новыми корпусами на юге, полностью окружив Конюшенную площадь. К 1804, когда зодчий закончил чертежи, Александр I решил ограничиться ремонтом церкви. Руска занимался перестройкой Мастерового двора и близлежащих корпусов. Только спустя 12 лет Главные конюшни поручили перестроить Василию Стасову. Комиссия, в которую пригласили Карла Росси, Антона Модюи и Андрея Михайлова, провела экспертизу зданий. При обследовании стен было установлено, что они «совсем ветхи и угрожают падением». В рапорте Стасов писал, что в здании не было предусмотрено достаточно стоков и водоотводов, что вызвало значительное разрушение: «кирпич обопрел до нарочитой глубины по толстоте стен и крошится изнутри от мокроты лошадиной, а снаружи от таяния снега». Проект перестройки был готов к 1 декабря 1816, работы были завершены в 1823. Архитектор практически полностью сохранил оригинальную структуру здания, но большую часть стен пришлось снести и возводить заново. Также были внесены некоторые изменения — западный и восточный торцевые корпуса изменил на дугообразные, заново отстроили «крылья» конюшен вдоль реки Мойки и два дворовых флигеля. Вместо деревянных перекрытий Стасов установил чугунные колонны с кирпичными сводами, подвёл под корпуса цоколь из известняковых плит, перенёс дверные проёмы и окна. Вдоль Конюшенного переулка Стасов возвёл колоннаду из 22 колонн дорического ордера, а вдоль Екатерининского канала — манеж. Фасады были окрашены в светло-серый цвет, а детали отделки — в белый. Внутри конюшен устроили систему подачи воды, работавшую от паровой машины, и установили гранитные поильные чаши, которые изготовил каменотёс Самсон Суханов. Под руководством инженера Н. И. Утемарка поставили печи для отопления жилых и административных комнат. Обновлённые фасады конюшен были оформлены в стиле ампир. Росписи интерьеров выполнили Джованни Баттиста Скотти и Фёдор Брандуков.
Если во времена Петра основными артериями города были реки и каналы, к первой четверти XIX века эту роль получили улицы и площади. После перестройки Стасова роль главного фасада Императорских конюшен перешла к южному — его архитектурной доминантой стала расширенная надвратная церковь Спаса Нерукотворного. Её оригинальное оформление вдохновлено древнеримским Пантеоном: к нему отсылает приземистый купол, цилиндрические звонницы (под стать созданным Бернини). На площадь церковь выходила высоким портиком ионического ордера, углублённым в лоджию. Скульптор Василий Демут-Малиновский создал фигуры четырёх ангелов, украсивших ниши и портик, а в филёнках разместились два его барельефа: «Шествие Христа в Иерусалим» и «Страдания Христа, несущего крест на гору Голгофу». Мастер Джон Банистер изготовил для церкви уникальную люстру: высотой в 4 метра и весом в 22 пуда, со 108 подсвечниками и шестью плоскими чашами. Стоимость люстры составила 18 тысяч рублей. Интерьер украсили десятью колоннами ионического ордера, облицованными искусственным мрамором жёлтого цвета. Эскизы росписи для церкви создал сам Стасов, а выполнили отделку художники Фёдор Брандуков и Фёдор Брюллов, над лепниной работал скульптор Николай Заколупин. Образа для храма написали С. А. Безсонов, А. Е. Егоров и А. И. Иванов.
Обновлённые Императорские конюшни вновь стали одной из архитектурных доминант города. В них содержалось до 500 голов отборных лошадей лучших пород — известно, что среди них скульптор Этьен Фальконе выбрал коня для работы над «Медным всадником», а Пётр Клодт — для работы над скульптурами Аничкова моста. В церкви Спаса Нерукотворного перед похоронами отпевали Александра Пушкина, а 22 февраля 1857 года в ней состоялась панихида в память Михаила Глинки.

### Реконструкции и дальнейшие перестройки

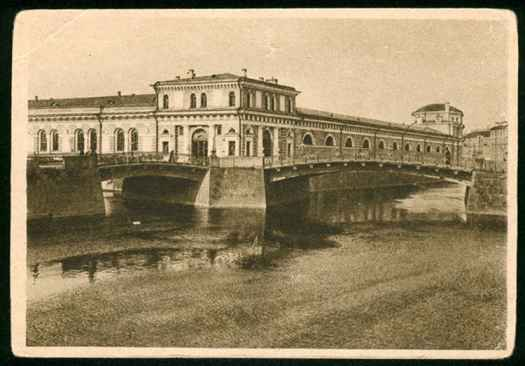
Главные императорские конюшни и Тройной мост, ок. 1918

В 1840-х под руководством главного архитектора Конюшенного ведомства А. И. Буржуа были перестроены некоторые корпуса: сеновалы переделали под жильё, у восточной стены возвели два экипажных сарая. В середине XIX века под руководством Петра Садовникова прошла очередная реконструкция конюшен: тогда были надстроены поперечные дворовые корпуса, а во дворе появились фуражные сараи и ретирады. Архитектор заложил лоджию портика церкви Спаса Нерукотворного, чем, по мнению искусствоведа Бориса Кирикова, исказил гармоничный проект Стасова. В 1857—1860 Садовников построил заключительное здание ансамбля Конюшенного ведомства — Музей придворного экипажа. Фасады здания оформили в стиле барокко, лепнину создал скульптор Д. И. Иенсен.
В 1865—1866 роспись храма была обновлена под руководством М. Н. Трощинского. В этот же период конюшенные корпуса и манеж реконструировал академик Георг Гросс. В 1888 году в здания провели электричество, а с 1900 и до начала 1910-х в комплексе шли масштабные ремонтные работы.

## XX век

### После революции
С 1923 года в Конюшенном ведомстве разместился отряд Конной милиции, была закрыта надвратная церковь, колокола отправили на переплавку, исчезли храмовая библиотека и архив. С 1946 комплекс занял гараж Управления министерства внутренних дел. На территории были устроены ремонтные мастерские и АЗС с подземным топливным резервуаром. Документов, подтверждающих его демонтаж, не обнаружено. С 1933 в Конюшенной церкви работал клуб конного отряда ГПУ, позднее — 28-го отделения милиции и НИИ «Гидропроект». При приспособлении храма под нужды клуба на месте алтаря устроили туалет, а иконостас заменили портретом Владимира Ленина.
В 1960 году Конюшенный музей, конюшни, экипажные сараи, мастеровой двор получили статус памятников архитектуры республиканского значения. Однако в конце 1960-х конюшенные корпуса надстроили третьим этажом, а экипажные сараи перестроили.
В 1990 году храм был передан в ведение РПЦ, первая служба состоялась в 1991-м. Позднее церковь закрыли на ремонт, 15 мая 2000 года состоялось торжественное освящение.

## XXI век

### Апарт-отель
В 2001 году ансамбль Конюшенного ведомства получил статус объекта культурного наследия федерального значения.
В 2010 году по распоряжению губернатора Валентины Матвиенко город передал право аренды Конюшенного ведомства компании «Оранж-девелопмент» (Plaza Lotus Group). Компания собиралась реконструировать ансамбль и приспособить его под апарт-отель. Инвестор планировал застроить галереи, разделив одну из них на 69 апартаментов, а вторую переделать под спа-комплекс с бассейном. Кроме того, предусматривалось строительство мансардного этажа и устройство подземного уровня. Эксперты обнаружили, что по проекту для подземного пространства предлагалось забить 9-метровые сваи, тогда как минимальная высота с учётом местных грунтов составляет 18 м. Несмотря на то, что предложенная девелопером перестройка радикально исказила бы исторический облик памятника и угрожала его сохранности, в 2013 году КГИОП в крайне сжатые сроки согласовал проект, обязательный совет по культурному наследию проведён не был. Тогда же выяснилось, что ещё в 2012 году Министерство культуры РФ вывело из предмета охраны памятника его фундаменты. В начале 2014 года начались непосредственные работы: начали «рубить» окна и сделали сквозной проход в стене со стороны Мойки, снесли два дворовых флигеля.
В 2014 году Совет по культурному наследию выступил с протестом против проекта «Оранж-девелопмент», состоялся митинг горожан на Марсовом поле, петицию с требованием альтернативных проектов подписали свыше 60 тыс. человек. 7 июля 2014 года Комитет по управлению городским имуществом уведомил девелопера о повышении арендной платы за здание (до 5 728 246 рублей). Компания платить отказалась и не вносила аренду до марта 2015 года. В конечном итоге под давлением общественности удалось отменить передачу Конюшенного ведомства девелоперу и вернуть его в собственность города. К этому моменту, по заявлению инвестора, в работы по проекту был вложен 1 млрд рублей. PLG обратилась с иском в арбитражный суд. В качестве компенсации за одностороннее расторжение договора город предоставил инвестору несколько участков в разных районах, обязав компанию вложить в их развитие 30 млрд рублей. Был также рассмотрен встречный иск КУГИ о задолженности арендной платы, суд назначил «Оранж-Девелопмент» выплатить 258 тыс. рублей вместо заявленных 4 млн.

### Музей истории города
В октябре 2016 года Конюшенное ведомство передали Городскому музею истории города. В мае 2017 в Манеже была проведена первая выставка, при этом здание оставалось аварийным и многие площади были закрыты для посетителей. Совместно с Комитетом по культуре Санкт‑Петербурга АО «Центр выставочных и музейных проектов» разработал проект комплексной реставрации. Согласно его концепции, в северо-западном и северо-восточном корпусах должны были организовать несколько реставрационно-художественных мастерских, галереи, концертную площадку и кафе. В Восточном корпусе собирались создать конференц-холлы для культурных мероприятий. Фасадную часть, обращённую к Конюшенной площади, планировали отдать под сувенирные магазины, у северного фасада сделать причалы и благоустроить набережную Мойки. На реализацию потребовалось бы 3 млрд рублей.
Помимо проекта музея и Комитета по культуре, в 2017 году администрации Петербурга были представлены проекты частных инвесторов: ООО «Тандем-Истейт» предложило вложить 2 млрд рублей в создание комплексного арт-пространства с зонами для выставок, обучения и креативного бизнеса. Компания «Старт Девелопмент» Захара Смушкина предложила вложить 8,6 млрд и включить в реновацию всю территорию Конюшенного ведомства, превратив его в объединённое музейное пространство с Русским музеем. Хотя губернатор Полтавченко обещал выбрать лучший проект и дать старт реализации до конца 2017, даже к 2021 решение принято не было.
В 2017 начались срочные противоаварийные работы. К 2018 году была заменена кровля, усилены фундамент и несущие конструкции, расходы составили 260 млн рублей. При этом комплексной экспертизы, которая бы исследовала состояние фундамента и грунтов, не проводилось. Перед Чемпионатом мира по футболу 2018 года неустановленный подрядчик без согласования с КГИОП закрасил белой краской храм Спаса Нерукотворного.
В июле 2019 в Манеже прошла выставка проектов реконструкции Конюшенного ведомства: на ней были представлены варианты от «СТАРТ Девелопмент», «Тандем-истейт», ООО «Кираса инвест» (ГК «Ярд» Андрея Кошкина). Совместный проект реставрации музея и Комитета по культуре был свёрнут из-за недостатка финансирования.

### 2020-е

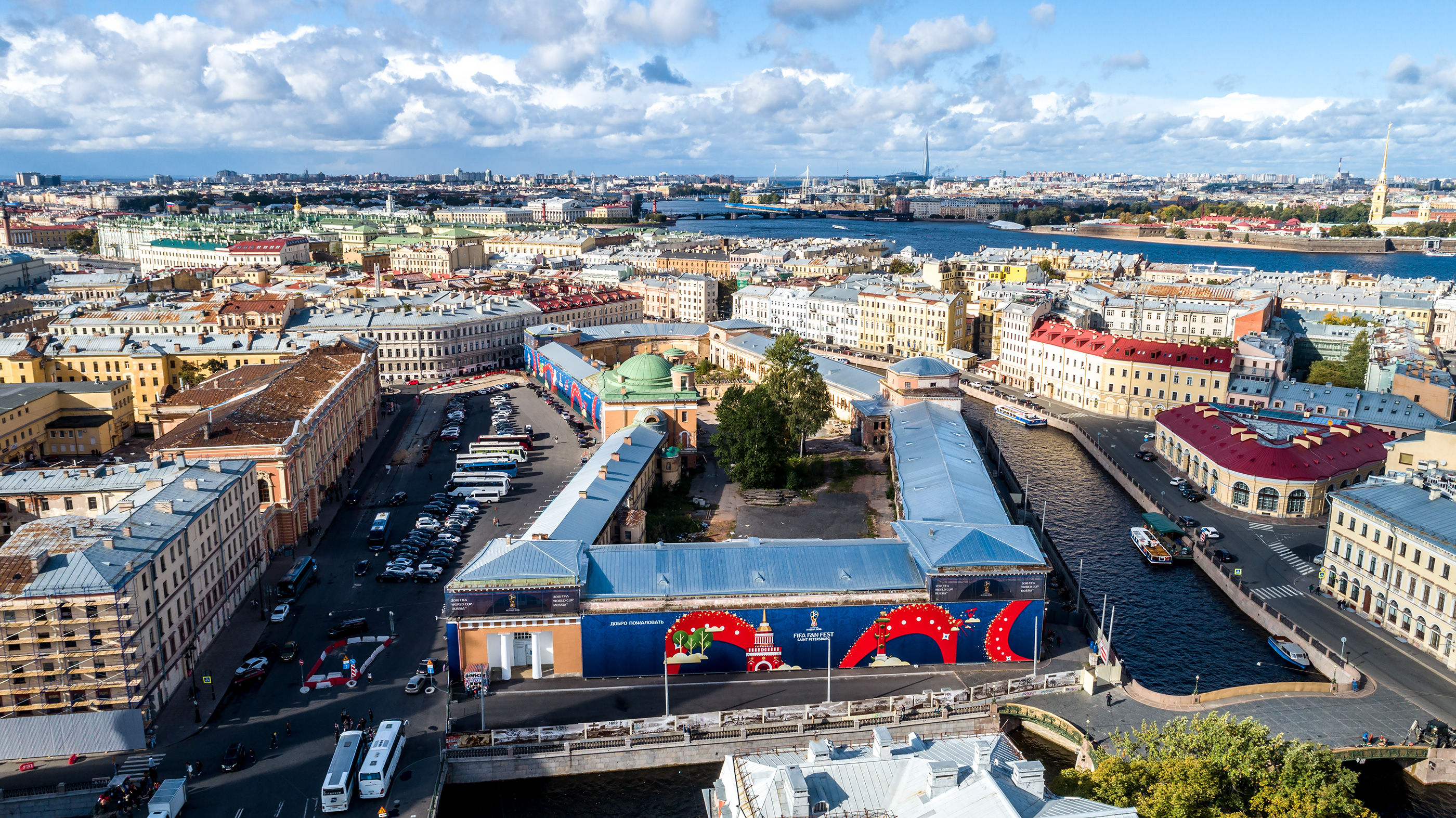
Вид на комплекс Конюшенного ведомства, 2018

С 2011 года судьба здания остаётся нерешённой, несмотря на противоаварийные работы, уже в 2019 году здание находилось в угрожающем состоянии. Эксперты фиксируют рост трещин в стенах до 2-3 мм в год, при допустимой норме в 0,5 мм. Такое разрушение объясняется горизонтальным смещением набережной Мойки.
В конце 2020 года музей отказался от управления памятником и передал его городу. В феврале 2021 года в СМИ появилась информация, что Смольный рассматривает возможность передать ансамбль московской «Группе Ярд» по программе «рубль за метр». Эта программа подразумевает передачу частным компаниям объектов культурного наследия с обязательством провести комплексную реставрацию и приспособление к современному использованию. В апреле того же года появилась информация, что проект может получить московская ГК «Киевская площадь», которая планирует создать в Конюшенном торговые площади и общепит. Как выяснилось весной 2021 года, в сентябре 2020 на закрытом совещании в Смольном администрация города решила, что восстанавливать Конюшенное ведомство в порядке концессии. По состоянию на май 2021 года инвестор и проект, по которому будет восстанавливаться здание, так и не выбран. 19 мая 2021 губернатору города был направлен запрос от 39 депутатов Законодательного собрания с требованием провести открытое совещание о судьбе Конюшенного ведомства, на котором должны присутствовать представители ВООПИиК, градозащитники и музейные работники.
В 2021 году управляющей компанией было назначено ГБУ «АРИК», согласно государственному заданию ведомство должно «закрепить здания для содержания и эксплуатации». Изучив документы, депутат Вадим Сафонов пришёл к выводу, что фактически никаких активных действий по спасению памятника не предполагается: Комитет инвестиций не приводит конкретных сроков по противоаварийным мероприятиям, археологическим и изыскательным работам, не указаны сроки и объём их финансирования. Эксперты и градозащитники убеждены, что дальнейшее промедление с принятием решения о судьбе здания и началом работ может привести к необратимому разрушению памятника. С 2001 года на консервацию здания и ремонтные работы было потрачено больше 4 млрд рублей.
В мае 2022 года «Фонд имущества Санкт-Петербурга» объявил, что здание выставят на торги. Четыре из поданных заявок были отклонены, в том числе заявка АО «Альфа», аффилированного с «Конкордом» Евгения Пригожина, компания объявила о намерении оспорить результаты торгов. Петербургское издание «Канонёр» со ссылкой на собственные источники писало, что здание получит компания «Киевская площадь» Года Нисанова.
Как и предсказывали журналисты, конкурс выиграла связанная с Годом Нисановым компания ООО «БахчаСарай». В апреле 2022 года памятнику было утверждено новое охранное обязательство, в связи с чем значительно возросла допустимая продолжительность работ: вместо 2024 года восстановление должно быть окончено в начале 2030-х. 31 мая 2022 года АО «Альфа» подало иск в Арбитражный суд о признании недействительными результатов конкурса. На заключённый договор аренды от 10 июня 2022 года также был подан иск с требованием признать незаконным распоряжение КГИОП об утверждении охранного обязательства в отношении памятника. 26 октября того же года суд отказал в удовлетворении иска.
В июне 2023 года в СМИ появилась информация о том, что официальный представитель рода Строгановых в России Виктор Желтов выиграл в Апелляционном суде два иска о признании незаконными отказов ФАС по его жалобам о нарушениях в ходе торгов на право аренды здания.